# Горошково (Новгородський район)
Горошково (рос. Горошково) — присілок в Новгородському районі Новгородської області Російської Федерації.
Населення становить 5 осіб. Входить до складу муніципального утворення Борківське сільське поселення.

## Історія
Від 2004 року входить до складу муніципального утворення Борковське сільське поселення.

## Населення
| 2009 | 2010 |
| ---- | ---- |
| 8    | ↘5   |